# Inmigración japonesa en Argentina
La inmigración japonesa en Argentina es el movimiento migratorio de ciudadanos japoneses hacia la República Argentina. 
Según el Ministerio japonés de Asuntos Exteriores, hay cerca de 11.675 ciudadanos japoneses residentes en la Argentina. Actualmente, se estima que aproximadamente 110.000 personas de ascendencia japonesa viven en la Argentina, lo que, sumado a los ciudadanos japoneses residentes en el país, daría un total de cerca de 111.000 personas de la comunidad nipona-argentina. Argentina también ha hecho convenios de inmigración planificada con Japón en los años 1950 y 1960, como en el caso de colonias japonesas en las provincias de Misiones, Mendoza y la Colonia Urquiza en La Plata. La mayoría de los japoneses residentes en la Argentina llegaron desde las décadas de 1920 a 1960, y muchos de los barcos de inmigrantes llegaban a través de Brasil. Argentina es el quinto país con más japoneses en el mundo.

## Historia

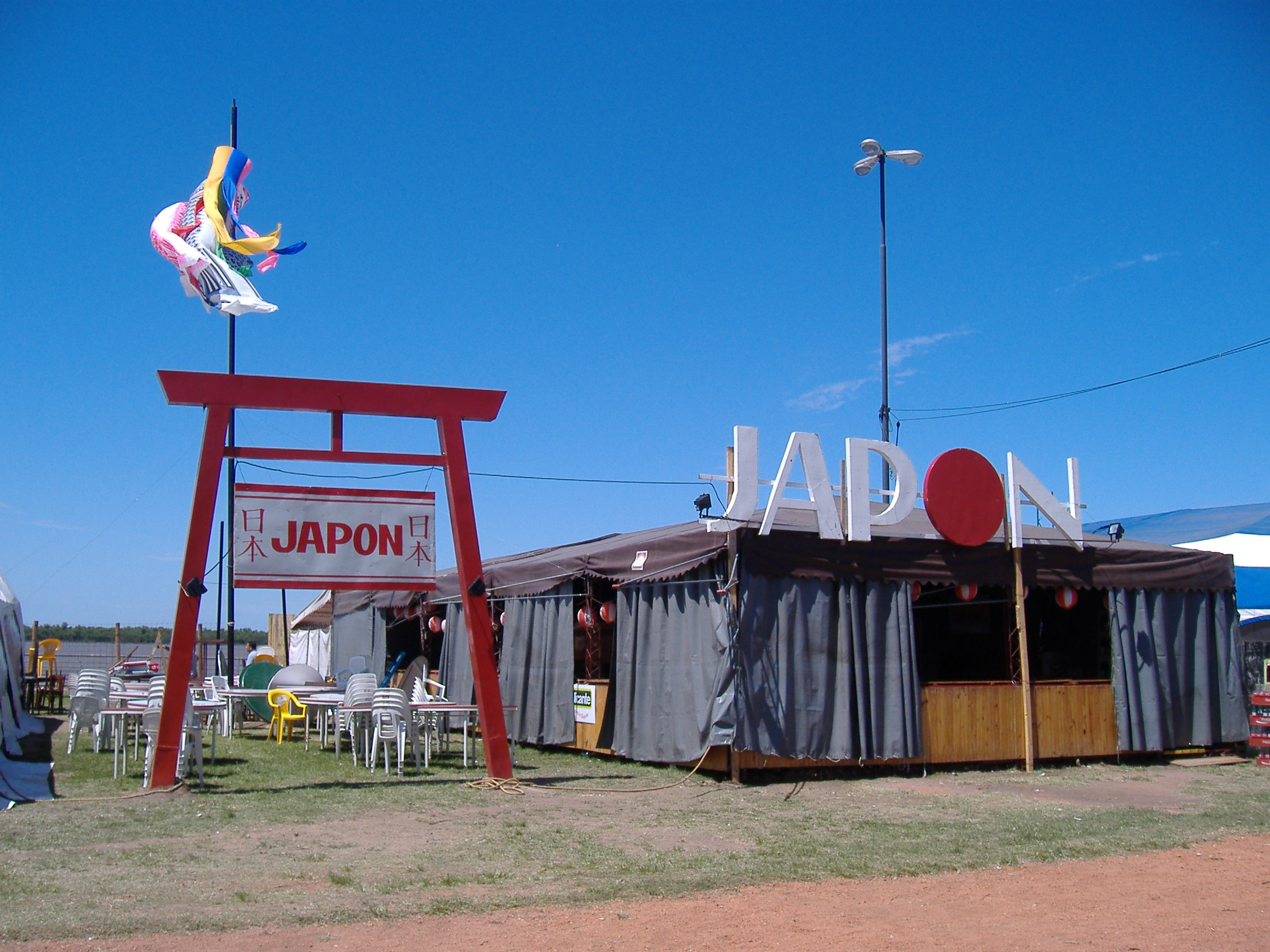
Japón en el Encuentro y Fiesta Nacional de Colectividades en Rosario en 2006.

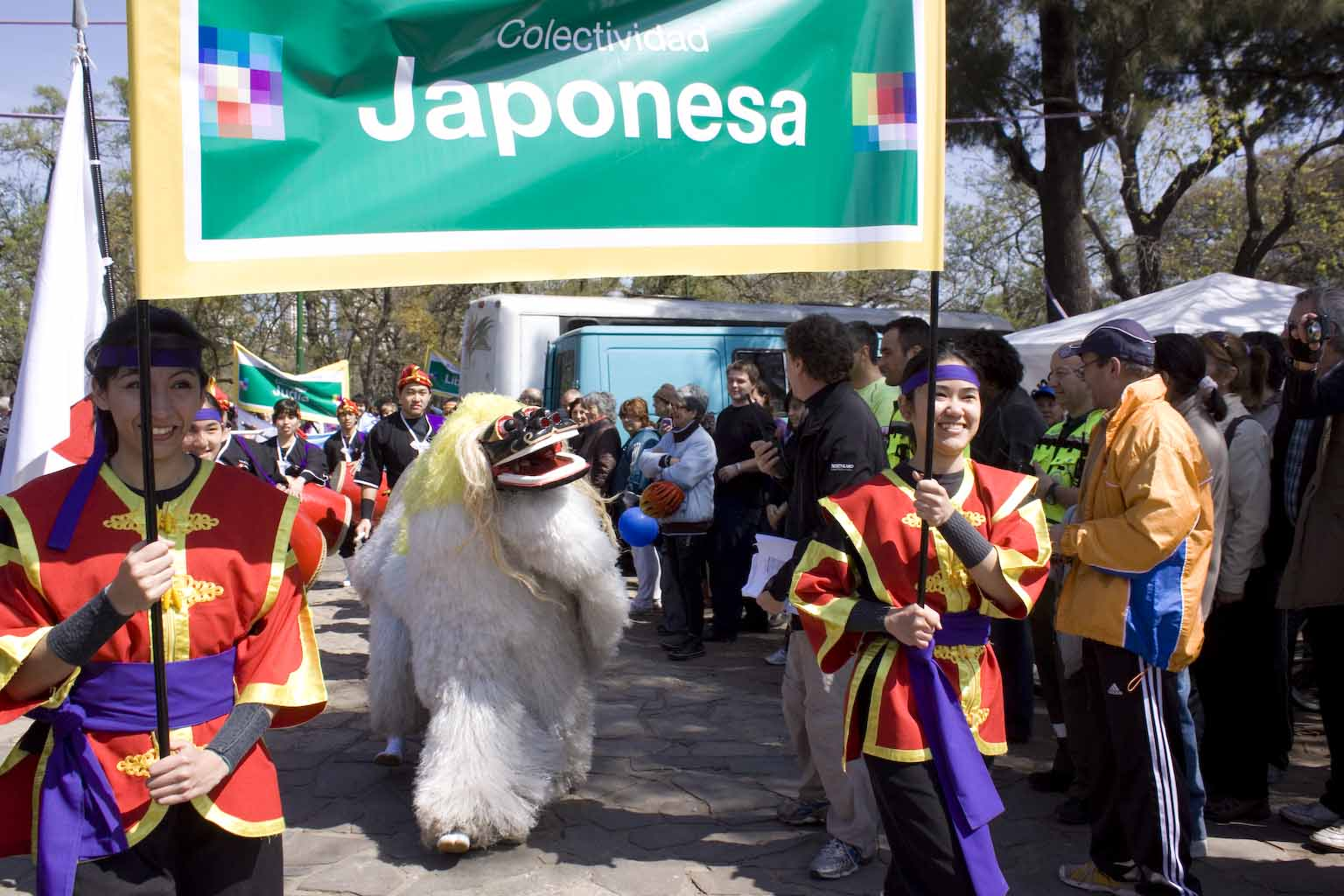
Japón en el Día del Inmigrante de 2011 en Buenos Aires.

La gran emigración japonesa comenzó en 1868, poco tiempo después del inicio de la Era Meiji, siendo Hawái el destino predilecto por los emigrantes nipones. Sin embargo, la migración japonesa al territorio argentino comenzó en 1908 con la llegada de inmigrantes provenientes de Okinawa y Kagoshima, seguido de Hokkaido, Kumamoto, Hiroshima, Akita, entre otros lugares. Los japoneses entraron por primera vez al país a través de Brasil, y los grupos sucesivos de inmigrantes tienden a llegar a Argentina a través de las naciones vecinas. En los años anteriores a la guerra, los japoneses se concentraban en las pequeñas empresas urbanas, en especial de limpieza en seco y cafés de Buenos Aires, mientras que algunos trabajaban en el servicio doméstico, como operarios de fábricas y estibadores. Una minoría de los argentinos de ascendencia japonesa también se dedican a la horticultura, la floricultura y pesca.
Entre 1960 y 1970, más inmigrantes japoneses llegaron al país. Muchos fueron atraídos por las oportunidades económicas en la agricultura, a finales de la década de 1980. Aproximadamente 65,000 personas de ascendencia japonesa viven en Argentina.
Los inmigrantes japoneses (particularmente de la prefectura de Okinawa) llegaron en pequeñas cantidades durante los primeros años del siglo XX. En esa época Japón vivía la experiencia victoriosa pero crítica derivada de la Guerra Ruso-Japonesa (1905) y las inestabilidades que preludiaban a la Primera Guerra Mundial. El primer barco con inmigrantes okinawenses y de otras zonas de Japón recaló en puertos del sur brasileño en 1908 y al parecer ya desde ese año varios de los inmigrantes se radicaron en Argentina, por testimonio comprobado de arribos en el barco Kasato Maru de 1908 a Brasil que continuaron hacia Argentina (ver Café El Japonés). En 1917 llegan colonos japoneses a la Provincia de Misiones, donde existe una de las comunidades japonesas más grandes de Argentina.

El primer nisei (segunda generación) nipón-argentino okinawense, Seicho Arakaki, nació en 1911. La primera nisei mujer nacida argentina comprobada era descendiente de la prefectura japonesa de Saga, recordada además por ser la primera universitaria argentino japonesa en el país, fue Violeta Shinya, hija de Yoshio Shinya (este vino en la fragata Sarmiento en 1899); Violeta nació en 1910. Un año antes que Elisa Yamakata (Yamagata mal registrado) de Yamauchi, la primera obstetra nacida argentina descendiente de japoneses (1911). Hoy se estima un número aproximadamente de 111.000 personas de origen japonés en Argentina, con una amplia mayoría de descendientes de Okinawa, un poco más del 50%. Según FANA (Federación de Asociaciones Nikkei en Argentina) la colectividad alcanza a 3031 personas. Los primeros inmigrantes se dedicaron a actividades agrícolas y se destacaron en la floricultura; sin embargo, dada la concentración del mercado argentino en la ciudad de Buenos Aires, la primera y segunda generación de inmigrantes japoneses formaron parte importante del gremio eminentemente urbano de la tintorería (entendiéndose como tintorería al lavado y planchado de ropas). Como se indica, también se destacaron en la floricultura, debiéndose a ellos en gran medida la declaración de la ciudad de Belén de Escobar como sede de la Fiesta Nacional de la Flor y habiendo donado la colectividad de origen nipón a tal comuna el primer jardín japonés de Argentina. Posteriormente, la colectividad de origen japonés remozó el Jardín Japonés ubicado en el Parque 3 de febrero (o de Palermo) en la ciudad de Buenos Aires. La tercera y cuarta generación de argentinos descendientes de japoneses ha diversificado sus actividades, dedicándose principalmente a profesiones técnicas con especialización universitaria (ingeniería, electrónica, etcétera).

## Principales asentamientos

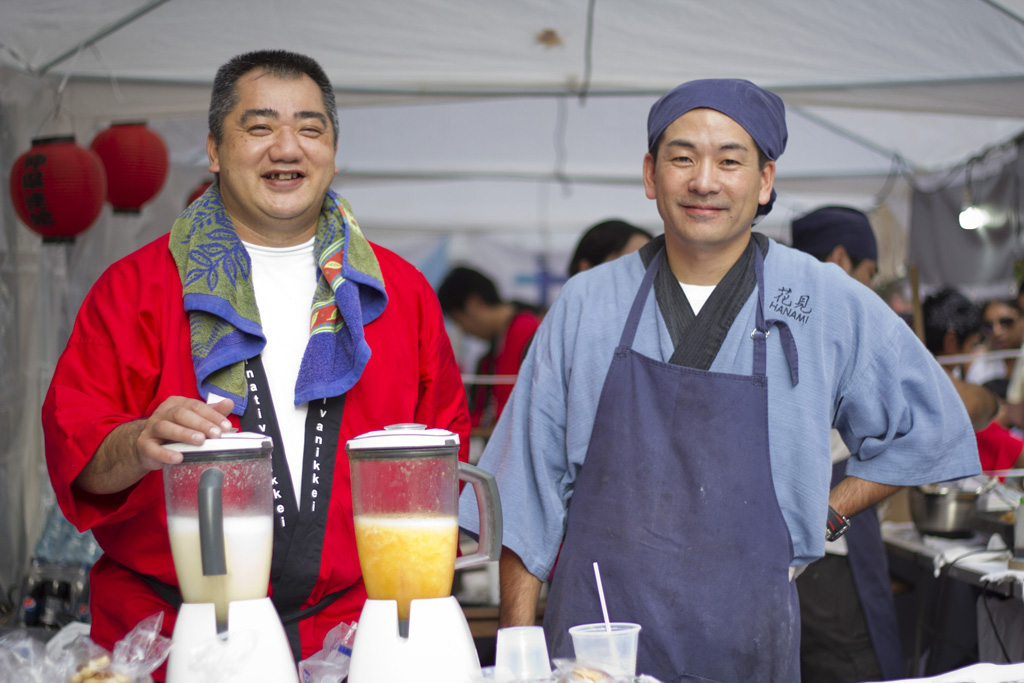
Dos argentinos de origen japonés en Buenos Aires.

En zonas rurales pequeños grupos de origen japonés han llegado a establecer granjas y criaderos de aves.
Actualmente la comunidad japonesa se halla representada en un gran número de asociaciones tanto en el Área Metropolitana de Buenos Aires como en el interior del país. Recientemente, además de las asociaciones, han surgido gran variedad de institutos que difunden diferentes manifestaciones de la cultura japonesa y su idioma, principalmente debido al interés creciente de argentinos no descendiendentes de japoneses que se ven atraídos hacia a ella. Existen a su vez distintas publicaciones que informan sobre cuestiones de la comunidad, la cultura y actualidad japonesas y la Argentina y su relación con ellas. Ejemplo de esto es el periódico La Plata Hochi, cuyas publicaciones en japonés, aunque también en español, datan del año 1947.

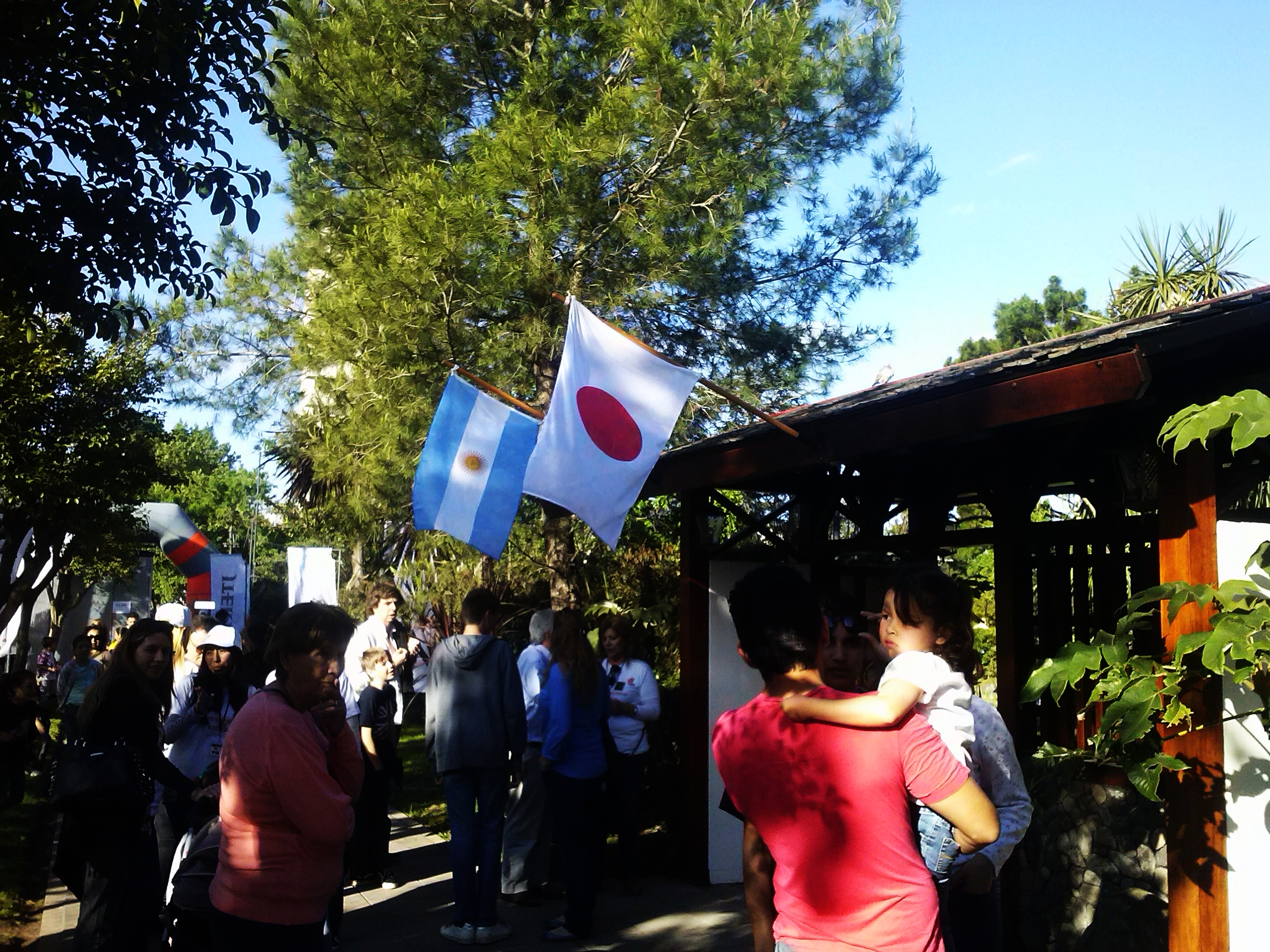
Acceso al Jardín Japonés de Belén de Escobar durante la Fiesta Nacional de la Flor de 2014.

La población de origen japonés, durante décadas (aproximadamente desde 1900 y hasta inicios de los 1970), fue casi la única población procedente del Extremo Oriente establecida en Argentina.
Además de sus poblaciones en la provincia de Misiones, en la ciudad bonaerense de Belén de Escobar y en el barrio porteño de Almagro, la colectividad japonesa tradicionalmente también se asentó en José C. Paz (partido de la provincia de Buenos Aires), lugar donde se dedicaron a la floricultura y de donde provienen descendientes destacados. En el caso de Pilar, se asentaron en 1970 en la localidad rural de Zelaya, siendo la única colonia de esa índole en dicho partido. En la actualidad se dedican a la floricultura y participan en la Fiesta Nacional de la Flor de Belén de Escobar.

## Distribución territorial

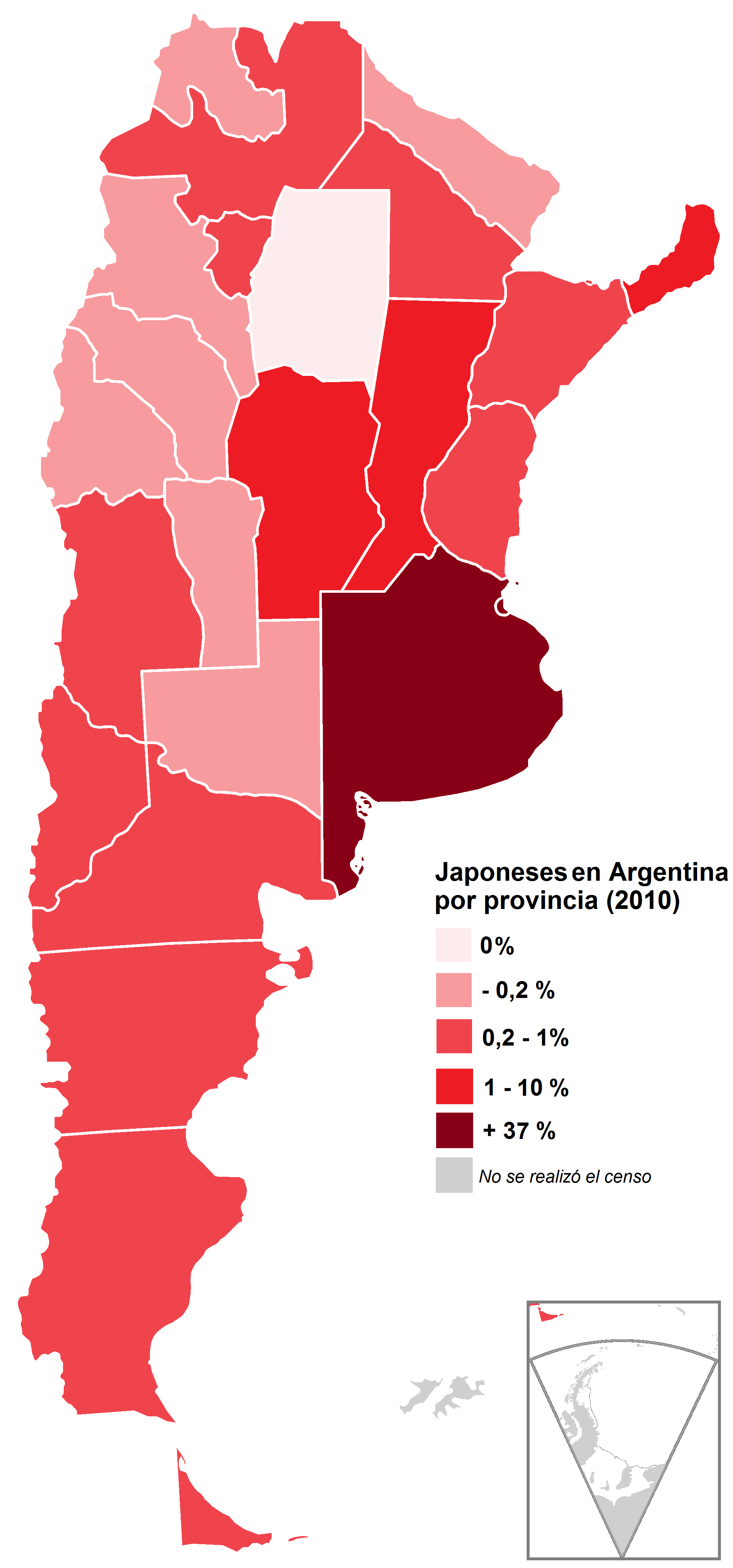
Porcentaje de japoneses en Argentina por provincia según el censo 2010.

El censo argentino de 2010 registró 4.036 personas nacidas en Japón. La siguiente tabla muestra la distribución en las 23 provincias y la Ciudad Autónoma de Buenos Aires:
| Rango | Provincia              | Nacidos en Japón | Porcentaje |
| ----- | ---------------------- | ---------------- | ---------- |
| 1     | Buenos Aires           | 1.908            | 47,27 %    |
| 2     | Ciudad de Buenos Aires | 1.484            | 37,00 %    |
| 3     | Misiones               | 187              | 4,63 %     |
| 4     | Córdoba                | 109              | 2,70 %     |
| 5     | Santa Fe               | 93               | 2,30 %     |
| 6     | Mendoza                | 40               | 1,00 %     |
| 7     | Corrientes             | 35               | 0,86 %     |
| 8     | Río Negro              | 32               | 0,79 %     |
| 9     | Salta                  | 24               | 0,59 %     |
| 10    | Entre Ríos             | 22               | 0,54 %     |
| 11    | Tucumán                | 15               | 0,37 %     |
| 12    | Chaco                  | 14               | 0,34 %     |
| 13    | Chubut                 | 14               | 0,34 %     |
| 14    | Santa Cruz             | 13               | 0,32 %     |
| 15    | Tierra del Fuego       | 10               | 0,25 %     |
| 16    | Neuquén                | 9                | 0,22 %     |
| 17    | Formosa                | 7                | 0,17 %     |
| 18    | San Juan               | 5                | 0,12 %     |
| 19    | Catamarca              | 4                | 0,09 %     |
| 20    | Jujuy                  | 4                | 0,09 %     |
| 21    | San Luis               | 4                | 0,09 %     |
| 22    | La Rioja               | 2                | 0,04 %     |
| 23    | La Pampa               | 1                | 0,02 %     |
| 24    | Santiago del Estero    | 0                | 0,00 %     |
| TOTAL | Argentina              | 4.036            | 100 %      |

## Sexo y grupos de edad
Según el censo argentino de 2010, del total de 4.036 personas nacidas en Japón, 1.944 son hombres y 2.092 mujeres. Del total de hombres, 122 tienen entre 0 y 14 años, 973 entre 15 y 64, y 849 son mayores de 65 años de edad. Del total de mujeres, 129 tienen entre 0 y 14 años, 946 entre 15 y 64, y 1.017 son mayores de 65 años de edad.